# Breve film sull'uccidere
Breve film sull'uccidere (Krótki film o zabijaniu) è un film del 1988 diretto da Krzysztof Kieślowski.
Vincitore del Premio della giuria al Festival di Cannes 1988, il film è la versione estesa del Decalogo 5 della serie Decalogo prodotta per la televisione polacca e poi distribuita in tutto il mondo.

## Trama
Jacek è un poco di buono. Piotr, invece, è un uomo dai sani principi, che crede nella giustizia ma non nella pena capitale, che considera inutile, ed anzi ingiusta: sin dai tempi di Caino, considera, nessuna punizione si è mai dimostrata un valido deterrente.
Jacek, senza alcun motivo apparente, uccide un taxista, un uomo isolato, e chiuso al mondo, come lui. Viene arrestato e tocca a Piotr, appena diventato avvocato, difenderlo in tribunale. Tutto è inutile, e Jacek viene condannato. Piotr si sente in colpa: forse poteva fare di più, forse poteva aiutare quel ragazzo. Ma la condanna è decisa: pena di morte.
Prima dell'esecuzione, Jacek chiede di parlare con Piotr. L'assassino non sembra più così malvagio, chiede all'avvocato di parlare con la madre, dopo l'esecuzione, e farsi seppellire nel cimitero di famiglia. Le parole sono pugnalate nel cuore di Piotr, che è ancora convinto che la pena capitale sia una barbarie. Quello che avverrà dopo, non farà che confermarglielo.
Jacek, all'ultimo secondo, infatti, si ribella all'impiccagione a cui è stato condannato: scalcia e cerca di fuggire. Tutti gli sono addosso e lo bloccano, proprio come lui era stato addosso bloccando il taxista mentre l'uccideva. Sembra non esserci alcuna differenza fra l'omicidio commesso da Jacek e quello commesso dallo Stato.

## Distribuzione
In Italia non è mai stato distribuito nelle sale, eccezion fatta per alcuni cineforum che lo hanno proiettato in lingua originale. È stato trasmesso in prima visione su Rai 3 all'interno di Fuori orario il 24 febbraio 2012, in una rassegna di film dedicati alla pena di morte.

## Premi e riconoscimenti
- 1988 – European Film Awards
  - Miglior film
- 1988 – Festival di Cannes
  - Premio della giuria
  - Premio FIPRESCI
- 1990 – Premio Robert
  - Miglior film straniero